# Schweppes
Schweppes er et oprindeligt schweizisk, nu japansk ejet sodavandsmærke grundlagt 1783 i Genève. Kendt for bl.a. Indian Tonic, Ginger Ale og Lemon, som er de tre smagsvarianter, der er på det danske marked. Bitter Lemon, en anden klassiker og meget populær på det danske marked smagsvariant, blev introduceret i 1957 og indeholder bl.a. kinin til at fremme den bitre smag. Den kan ikke købes i DK i dag.